# The Joy of Bach
The Joy of Bach è un documentario per la televisione del 1980 basato sulla vita del compositore tedesco Johann Sebastian Bach.